# Polikarpow I-180
Die Polikarpow I-180 (russisch Поликарпов И-180) war ein einmotoriges Jagdflugzeug des sowjetischen Konstrukteurs Nikolai Polikarpow.

## Entwicklung
Sie entstand unter Verwendung von Baugruppen der erfolgreichen Polikarpow I-16 sowie des Versuchsjagdflugzeuges Polikarpow I-17. Erstmals kam bei einem sowjetischen Flugzeug ein verstellbarer Dreiblatt-Propeller zur Anwendung. Als Antrieb diente ein M-88-Sternmotor.
Der Erstflug der I-180-1 fand am 15. Dezember 1938 statt und endete mit einer Katastrophe. Der Motor setzte beim Landeanflug aus und das Flugzeug stürzte ab; der bekannte Pilot Waleri Pawlowitsch Tschkalow kam dabei ums Leben. Noch 1955 untersuchte eine von Chruschtschow einberufene Kommission die Umstände, die zum Absturz führten, fand jedoch keine Hinweise für eine bis heute immer wieder vermutete Verschwörung. Fest steht, dass weder Chefkonstrukteur Polikarpow noch der Projektleiter für die I-180, Tomaschewitsch, ihr Einverständnis zum Erstflug gegeben hatten. Daneben fehlte eine Freigabe zum Erstflug für die I-180 seitens des Herstellerwerks, unter anderem wegen fehlender Kühlerklappen für den luftgekühlten Doppelsternmotor Tumanski M-88. Bei ca. −25 °C startete Tschkalow zum Erstflug vom Chodynkafeld („Zentraler M.-W.-Frunse-Flughafen“) und flog zuerst problemlos die vorgesehene Platzrunde. Danach überschritt er in der zweiten Runde mit ca. 2000 m Flughöhe eigenmächtig die im Flugauftrag angegebene Höhenbegrenzung von 600 m deutlich. Im folgenden zu kurz angesetzten Landeanflug versagte das Triebwerk, wahrscheinlich wegen Unterkühlung bzw. Vergaservereisung oder durch zu schroffes Gasgeben beim Abfangen, möglicherweise auch durch eine Kombination beider Ursachen. Tschkalow wich mit stehendem Triebwerk noch einigen Wohnhäusern aus, hatte aber dann eine Berührung mit einer Freileitung und stürzte ab.
Die zweite Maschine I-180-2 erhielt ein M-87B-Triebwerk sowie eine um 105 cm vergrößerte Spannweite und begann am 29. April 1939 mit den Flugtests. Als auch dieses Flugzeug am 5. September des Jahres bei der Erprobung abstürzte, wobei der Pilot Tomas Susi den Tod fand, war Josef Stalin kurz davor, das Programm einstellen zu lassen und Polikarpow fiel in Ungnade. Trotzdem flog noch ein dritter Prototyp mit einer geschlossenen Kabine und es wurde eine kleine Vorserie von zehn I-180S gebaut. Als das endgültige Aus für die I-180 beschlossen wurde, wandte sich Polikarpow dem Nachfolger I-185 zu.

## Technische Daten

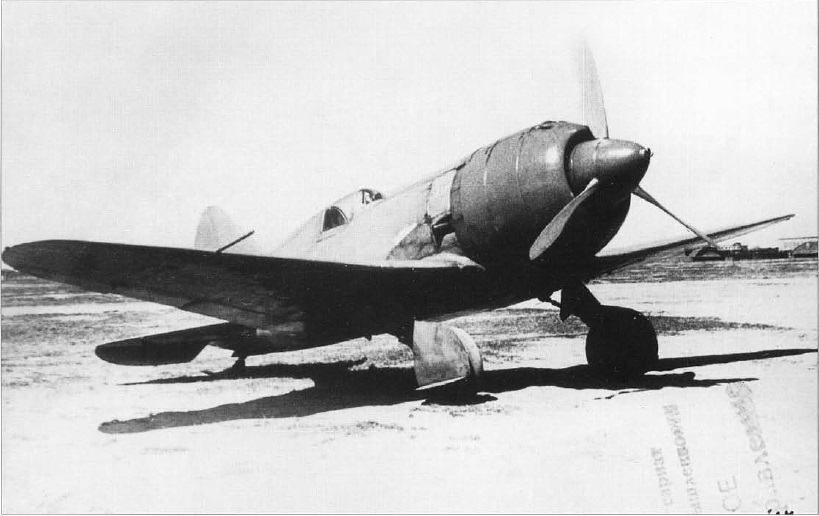
Der dritte Prototyp I-180-3

| Kenngröße             | Daten (I-180S)             |
| --------------------- | -------------------------- |
| Besatzung             | 1                          |
| Spannweite            | 10,05 m                    |
| Länge                 | 6,9 m                      |
| Flügelfläche          | 16,1 m²                    |
| Startmasse            | 2.675 kg                   |
| Antrieb               | ein Doppelsternmotor M-88R |
| Leistung              | 1.000 PS (735 kW)          |
| Höchstgeschwindigkeit | 585 km/h in 7.100 m Höhe   |
| Steigzeit             | 5 min auf 5.000 m          |
| Gipfelhöhe            | 11.000 m                   |
| Reichweite            | 900 km                     |
| Bewaffnung            | zwei 7,62-mm-MG SchKAS     |